# Quinto Laronio
Quinto Laronio (en latín, Quintus Laronius) fue un político y militar romano de la república tardía. Cónsul suffectus en 33 a. C..

## Carrera política
Fue un almirante de Octaviano en la guerra que tuvo contra Sexto Pompeyo, 36 a. C.. Comandó tres legiones de Marco Agripa, enviadas por Octaviano, para aliviar de su peligrosa situación a Lucio Cornificio en que estaba en Tauromenio, cuando intentó desembarcar en Sicilia. Laronio tomó el título de Imperator, pero no tuvo acceso a un triunfo.
Como los partidarios de Octaviano iban creciendo con fuerza, Octaviano aprovechó el año 33 a. C. para honrar a hombres de escasa reputación entre la aristocracia romana, o a personas de influencia en las ciudades de Italia. 
De esta forma, y a pesar de ser un novi homines, fue designado cónsul suffectus en el 33 a. C., sucediendo a Cayo Fonteyo Capitón el 1 de octubre de ese año.